# Saint-Rirand
Saint-Rirand ist eine französische Gemeinde mit 130 Einwohnern (Stand: 1. Januar 2022) im Département Loire in der Region Auvergne-Rhône-Alpes. Saint-Rirand gehört zum Arrondissement Roanne und zum Kanton Renaison.

## Geographie
Saint-Rirand liegt etwa 17 Kilometer westnordwestlich von Roanne am Forez. Durch die Gemeinde fließt der Teyssonne. Umgeben wird Saint-Rirand von den Nachbargemeinden Saint-Bonnet-des-Quarts im Norden, Ambierle im Nordosten, Saint-Haon-le-Vieux im Osten, Renaison im Südosten, Les Noës im Süden sowie Saint-Nicolas-des-Biefs (Département Allier) im Westen.

## Bevölkerungsentwicklung
| Jahr                       | 1962 | 1968 | 1975 | 1982 | 1990 | 1999 | 2006 | 2017 |
| Einwohner                  | 216  | 180  | 140  | 134  | 124  | 110  | 141  | 140  |
| Quellen: Cassini und INSEE |      |      |      |      |      |      |      |      |